# 8583 Froberger
A 8583 Froberger (ideiglenes jelöléssel 1997 AK6) a Naprendszer kisbolygóövében található aszteroida. Paul G. Comba fedezte fel 1997. január 8-án.